# Leichtathletik-Europameisterschaften 2010/Teilnehmer (Ungarn)
Ungarn meldete sieben Frauen und sechzehn Männer, damit insgesamt 23 Sportler, für die Leichtathletik-Europameisterschaften 2010 vom 27. Juli bis zum 1. August in Barcelona.
| Wettbewerb        | Männer                                                                  | Frauen                        |
| ----------------- | ----------------------------------------------------------------------- | ----------------------------- |
| 200 m             |                                                                         | Barbara Petráhn (20. Platz)   |
| 400 m             | Máté Lukács                                                             | Barbara Petráhn               |
| 800 m             | Tamás Kazi                                                              |                               |
| 1500 m            | Péter Szemeti (26. Platz)                                               |                               |
| 5000 m            |                                                                         | Anikó Kálovics Krisztina Papp |
| 10.000 m          |                                                                         | Zsófia Erdélyi Krisztina Papp |
| 3000 m Hindernis  |                                                                         | Lívia Tóth                    |
| 110 Hürden        | Balázs Baji Dániel Kiss                                                 | –                             |
| Kugelstoßen       | Lajos Kürthy                                                            | Anita Márton                  |
| Diskuswurf        | Róbert Fazekas Zoltán Kővágó                                            |                               |
| Hammerwurf        | Kristóf Németh Krisztián Pars                                           | Éva Orbán                     |
| Speerwurf         | Csongor Olteán                                                          |                               |
| 20 km Gehen       | Máté Helebrand                                                          |                               |
| 4 × 400 m Staffel | László Bartha Marcell Deák Nagy Zoltán Kovács Máté Lukács Gábor Pásztor |                               |